# رجل الحادث (فلم)
رجل الحادث (بالإنجليزية: Accident Man) هو فيلم إثارة وحركة بريطاني من إخراج جيسي جونسون سنة 2018، وبطولة كل من سكوت آدكنز وآشلي غرين وراي ستيفنسون وآخرين.

## القصة
مايك فالون (سكوت أدكنز) المعروف بـ(رجل الحادث)؛ قاتل متبلد العواطف، له منهجيته الخاصة، حيث يُربك الشرطة ويُسعد عملائه، فهو الأفضل فيما يفعله. لكن حين يتم سحب محبوبته إلى العالم السفلي في (لندن) وقتلها مِن قِبَل طاقمه الخاص؛ يضطر فالون إلى هجر حياته التي يألفها من أجل محاسبة هؤلاء الأشخاص والانتقام للشخص الوحيد الذي كان يعني له شيئًا بالحياة.

## روابط خارجية
- مقالات تستعمل روابط فنية بلا صلة مع ويكي بيانات